# Tamkalkon

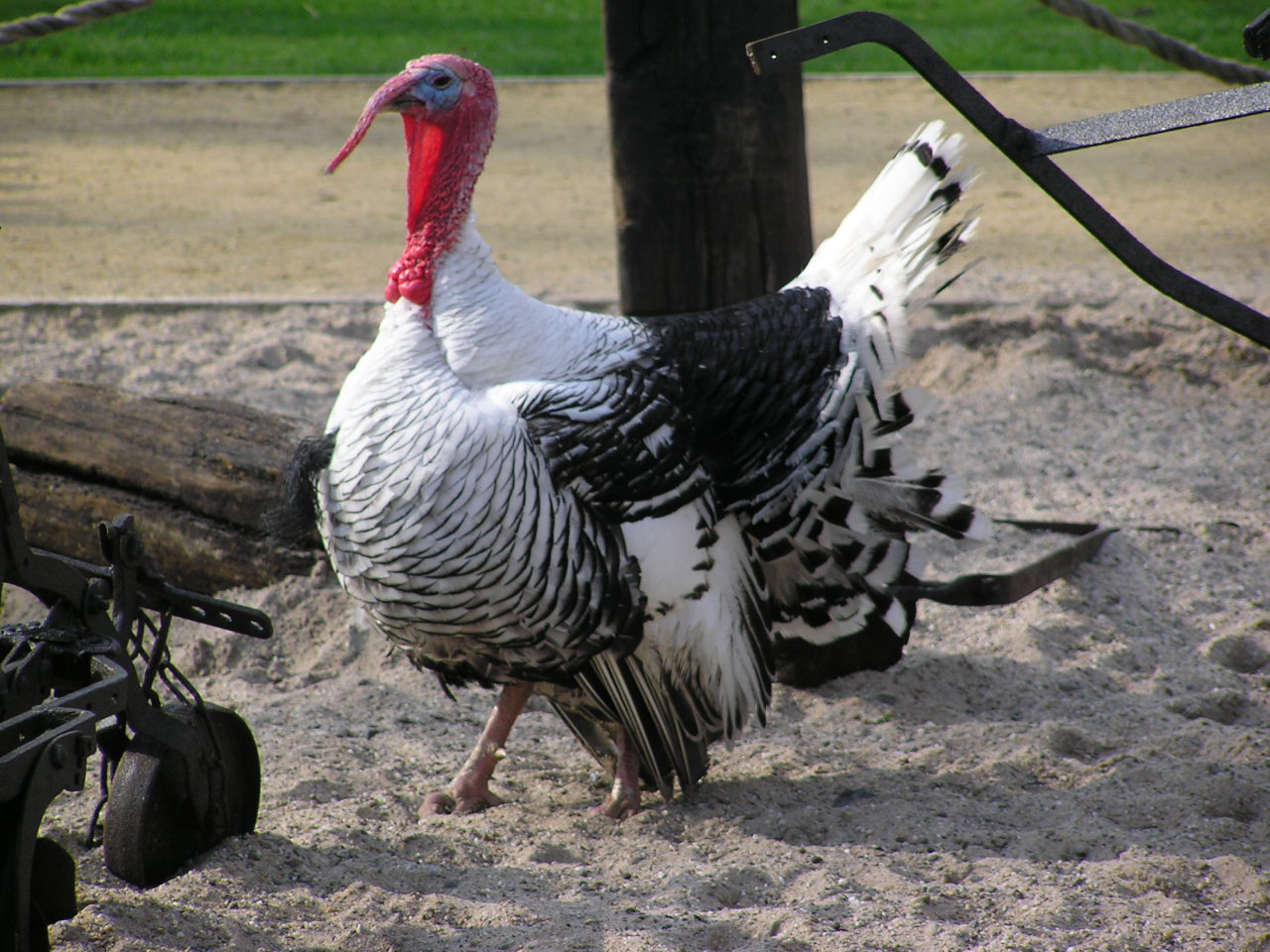
En tamkalkon

Tamkalkon är den domesticerade formen av kalkon (Meleagris gallopavo).
Tamkalkonen härstammar från södra Mexiko (delstaterna Jalisco, Guerrero och Veracruz), där den före européernas ankomst hölls tam av indianerna, som förmodligen tämjt den i deras land förekommande vilda arten. Antingen från Mexiko eller från Västindien fördes kalkonen (före 1524) till Spanien och därifrån samma år till England; kort därefter kom den till Frankrike. 
Kalkonen kallades då "Indisk tupp" (eftersom Amerika då ofta kallades Indien) och spreds med förvånande hastighet, så att den redan före 1550-talet tycks ha blivit betraktad såsom en vanlig och i södra Europa från forntiden känd tamfågel. En sägen är, att den kommit till Europa över Calicut i nuvarande sydvästra Indien, varför tyskarna kallat den "Kalikutischer Hahn" ("Kalikut-tupp"), vilket givit upphov till dess svenska namn.
Nu uppföds tama kalkoner över nästan hela Europa och finns i halvvilt tillstånd på en del ställen i England och Tyskland.